# Great Neck
Le terme Great Neck est communément appliqué à une péninsule de la côte nord de Long Island, aux États-Unis, comprenant les villages de Great Neck, de Great Neck Estates et de Great Neck Plaza entre autres.

## Personnalités liées à la ville
- Michael Rakowitz (1973- ), artiste, né à Great Neck ;
- George Segal (1934-2021), un acteur américain.